# 电脑病毒资料库
电脑病毒资料库有着与电脑病毒特征库同样的别称－病毒库，它主要作用是记录着电脑病毒的名称、分类、传播途径、发作行为与查杀方法等等的详细内容。但电脑病毒资料库与杀毒软件内置的电脑病毒特征库是不同的，电脑病毒资料库是供人查看与手动操作时用的，而电脑病毒特征库是供杀毒软件在杀毒时判定病毒的参考依据。

## 用途
电脑病毒资料库里会记录着一大堆病毒名称，并进行分类，只要在病毒资料库的检索器里输入病毒名称就能得到病毒的详细资料。通常，发现了一个新病毒就要对它进行命名，但命名因为杀毒软件的厂商而不能同一命名，但都遵从一个大致的规则，如病毒中文名称为熊猫烧香的病毒，在金山杀软称为Worm.WhBoy，而瑞星杀软则称为Worm.Nimaya。但可从中看见都有Worm这个词，这个词代表这病毒被归类为蠕虫病毒类。人们就可从字面上大致了解它的行为与病征。
部分计算机病毒命名的规则：
| 常见的病毒分类名称         | 含义     |
| -------------------------- | -------- |
| Script                     | 脚本病毒 |
| Worm                       | 蠕虫病毒 |
| Trojan                     | 木马病毒 |
| Hack                       | 黑客病毒 |
| Win32、W32、W95、PE、Win95 | 系统病毒 |
| Backdoor                   | 后门病毒 |